# Thésée (Gide)
Pour les articles homonymes, voir Thésée (homonymie).
Thésée est un récit d'André Gide publié en 1946.

## Présentation
Gide imagine un récit basé autour des réflexions de Thésée quant aux successives étapes de sa vie. Ce récit est écrit à la première personne. Thésée offre une réflexion sur la personnalité humaine, et autour de questions souvent développées par Gide au cours de son œuvre. Ce livre s'inscrit ainsi dans une lignée d'ouvrages gidiens – Saül (1903), Corydon (1924), Œdipe (1931), entre autres – s'inspirant des mythes sans réel souci d'historicité, mais simplement parce qu'ils présentent une multitude d'interprétations possibles.
Thésée est le dernier livre de Gide publié de son vivant. L'auteur met plus de vingt ans à élaborer ce récit. Pour ces raisons, il est souvent considéré comme un ouvrage constituant une somme gidienne, sur le plan du fond, comme de la forme.

## Citations
- « Les hommes, lorsqu'ils s'adressent aux dieux, ne savent pas que c'est pour leur malheur, le plus souvent, que les dieux les exaucent ».
- « Je sais bien que tout passe ; mais je ne m’occupe que du présent ».
- « Je n'extrais du plus beau syllogisme que ce que j'y avais mis d'abord. Si j'y mets Dieu, je l'y retrouve. Je ne l'y retrouve que si je l'y mets ». (Icare)
- « Obscurité, tu seras dorénavant pour moi la lumière ».
- « Je reste enfant de cette terre, et je crois que l'homme, aussi taré que tu le juges, doit faire jeu des cartes qu'il a. » (à Œdipe)